# Kajagum

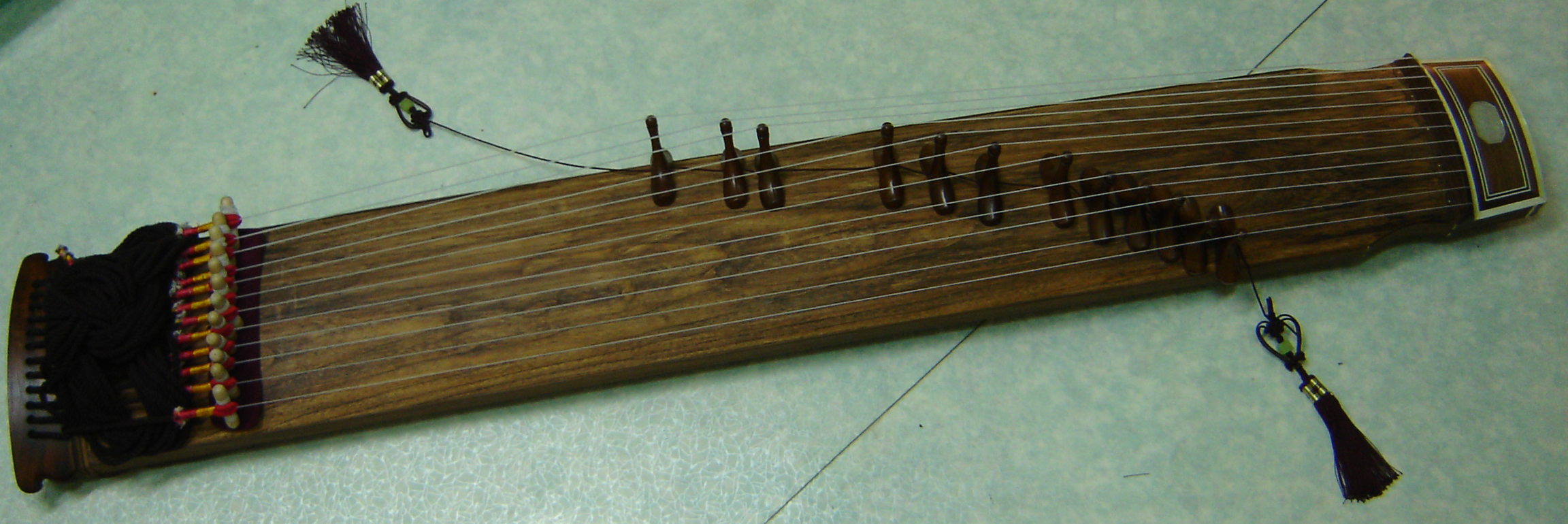
Sanjo kajagum

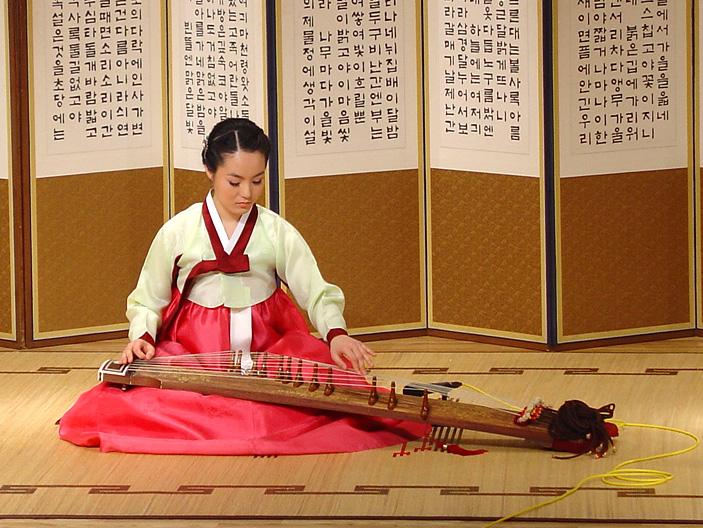
Hráčka na dvanácti strunný sanjo kajagum

Kajagum (korejsky: 가야금) je tradiční korejský strunný hudební nástroj patřící mezi citery. Má dvanáct strun, ale existují také verze s 21 a více strunami. Vyvinul se z čínského gužengu. Je příbuzný dalším tradičním asijským nástrojům jako jsou japonské koto, mongolská jatga či vietnamský dantranh.

## Historie
Podle Samguk Sagi (삼국사기,三國史記) (1145), kroniky Tří království Koreje, vymyslel kajagum v 6. století král Gasil z kmenového svazu Kaja, když si prohlížel staré čínské hudební nástroje. Nařídil hudebníkovi jménem Wu Ruk, aby složil hudbu, která by šla na kajagum zahrát. Wu Ruk pak nástroj dále rozvíjel.

## Popis
Existují dva základní typy kajagumu:
- Typ beobgeum kajagum je 160 cm dlouhý, 30 cm široký a má 10 cm na výšku. Tělo je vyrobeno z jednoho kusu paulovnie do něhož je vydlabaná rezonanční komora.
- Typ sanjo kajagum je okolo 142 cm dlouhý, 23 cm široký a na výšku má 10 cm. Rezonanční deska je vytvořená z paulovnie, ale boky a zadní část je vyrobena z tvrdšího dřeva jako je kaštan nebo ořech. [1]

Všechny tradiční kajagumy používají hedvábné struny, od konce 20. století však někteří hudebníci začali používat struny nylonové.